# Ass, Gas, or Cash (No One Rides for Free)
Ass, Gas or Cash (No One Rides For Free) to pierwszy i jedyny solowy album amerykańskiego rapera K-Dee. Gościnnie pojawili się: Ice Cube, Bootsy Collins, Morris Day i Snow.

## Lista utworów
1. Intro
2. Best Thing Goin'
3. Hittin' Corners
4. The Freshest MC In The World
5. Pimpin' and Pandering (Part 1)
6. Make The Music
7. Gigalos Get Lonely Too (gościnnie Morris Day)
8. Neva Was A Baller
9. Where's The Cat?
10. Thought I See a Pussy Cat (gościnnie Ice Cube i Bootsy Collins)
11. K-Swinga
12. Pimpin' and Pandering (Part 2)
13. Talk To The Town
14. Into You
15. Words To The Wise
16. Ain't Nothin' Poppin'  (gościnnie Snow)
17. Assoline
18. Ass, Gas or Cash (gościnnie Bootsy Collins)